# Sete Balas para Selma
Sete Balas para Selma (1967) é um filme português de António de Macedo, um policial, que se enquadra no movimento vanguardista do Novo Cinema, que se desenvolveu em Portugal a partir de 1962.
Depois de Domingo à Tarde (1965), é  a segunda obra de Macedo integrada nesse movimento, influenciado pelo neo-realismo e pela Nouvelle Vague, escola que Macedo não encara do mesmo modo que os seus companheiros vanguardistas.
O filme estreou nos cinemas Éden e Alvalade, em Lisboa, a 3 de Novembro de 1967.

## Ficha sumária
- Realização: António de Macedo
- Produção: Imperial Filmes
- Produtor executivo: Fernando Fernandes
- Argumento: António de Macedo
- Actores principais: Florbela Queiroz, Sinde Filipe,  Tomás de Macedo
- Formato: 35mm cor
- Duração: 108’
- Distribuidor: Imperial Filmes
- Estreia: Cinemas Éden e Alvalade, Lisboa, a 3 de Novembro de 1967

## Sinopse
«Sérgio, detective de um serviço secreto internacional, recebe uma mensagem de Selma, sua colega, marcando-lhe um encontro urgente. Em vez dela depara-se, no local indicado, com um grupo de indivíduos suspeitos. Pressentindo algo de anormal, lança-se na pista de Selma. Em jogo está uma aparelhagem electrónica que permitirá, ao país que a possuir, dominar o mundo e ameaçar a paz».

## Enquadramento histórico
Sete Balas para Selma foi um filme que começou a ser produzido por António da Cunha Telles mas que, devido a algum desanimo seu e a graves desaires  financeiros, acabou por ser concluído por outro, Fernando Fernandes (Imperial Filmes). As dificuldades de Cunha Telles têm como origem as exíguas receitas da exibição de outros filmes do Novo Cinema, em que se envolveu financeiramente.
Este filme encontra-se historicamente associado a dois factos importantes.
O primeiro é a decisão da Fundação Calouste Gulbenkian, assumida pelo seu responsável Azeredo Perdigão, de futuramente não atribuir mais financiamentos directos a filmes portugueses visto entender que a vertente industrial e comercial do cinema seria incompatível com os objectivos da Fundação. Foi proposto ao representante do grupo de realizadores do Cinema Novo envolvidos no diálogo que constituíssem um organismo autónomo que poderia ter apoios indirectos e assim surgiu o Centro Português de Cinema (CPC).
Por sugestão de Alberto Seixas Santos e com a concordância de Azeredo Perdigão, João Bénard da Costa é escolhido para gerir o os assuntos de cinema e controlar os fundos que viessem a ser atribuídos à futura cooperativa. Trabalhando como colaborador no Centro de Investigação Pedagógica da Fundação (1964 – 1966), João Bénard da Costa assumirá funções como responsável pelo Sector de Cinema do Serviço de Belas-Artes da Gulbenkian em 1969.
Uma vez constituída, a primeira produção da nova cooperativa seria o filme O Passado e o Presente de Manoel de Oliveira (1971), obra que lhe daria um novo fôlego.
O segundo factor importante associado ao filme Sete Balas para Selma tem a ver com a intervenção crítica de cinéfilos que escreviam na revista O Tempo e o Modo, gente do meio universitário e cultural da época, iniciativa de católicos progessistas. A revista, fundada em 1963, pouco tempo depois das greves dos estudantes da Universidade de Lisboa  que abalaram o regime, tinha como director e chefe de redacção João Bénard da Costa (1963 – 1970). Estreado o filme, João César Monteiro encabeça uma série de violentos ataques declarando tratar-se uma obra «vendida ao regime» e sem interesse artístico, prefigurando uma opção comercial inadmissível.
Com menos vigor, a tese é subscrita por outros elementos associados à prática do novo cinema, como António Pedro Vasconcelos e Fernando Lopes. As consequências destes manifestos far-se-iam sentir por muito tempo, sendo uma delas a grave cisão que provocariam entre os praticantes de filmes diferentes daqueles que a ditadura preferia.
A convergência destes dois factores, acrescida pela sua reacção pessoal, levaria António de Macedo a ficar afastado do cinema durante bastante tempo.
NOTA: António de Macedo tinha já publicado uma extensa antologia comentada de textos sobre cinema (1959 – 1960): A Evolução Estética do Cinema, edição de autor, em dois espessos volumes do Clube Bibliográfico (Editex).

## Ficha artística
- Florbela Queirós - Selma, Sónia
- Sinde Filipe - Sérgio
- Tomás de Macedo - Gregor
- Osvaldo Medeiro - Baltazar
- Lia Gama - Lina
- Fernanda Esmeralda - Octávia
- Serge Farkas - sádico
- Baptista Fernandes - Rui Forte
- Mário Jaques - Raúl
- Santos Manuel - André
- Zita Duarte - enfermeira
- Manuela Bonito - Marta
- Rui de Matos
- Grece de Acastro
- Conceição Cristina
- António Monteiro
- José Vicente
- Raul Correia
- Ernesto Salgado
- Jaime Santos - Jaimery

## Ficha técnica
- Realizador: António de Macedo
- Assistente de realização: David Quintans
- Diretor de produção: Alfredo Caldeira
- Chefe de Produção: Jorge Gaspar
- Diretor de fotografia: Acácio de Almeida
- Assistente de imagem: Leonel Efe
- Diretor de som: João Diogo
- Operador de som: José de Carvalho
- Efeitos de som: Luís de Castro
- Sonoplastia e misturas: António de Macedo e Hugo Ribeiro
- Música Quinteto Académico
- Letra das canções: Alexandre O’’Neill
- Canções: Florbela Queirós
- Cenografia: Jaime Santos (Jaimery)  - lutas
- Quadros: Mário Silva
- Cenários: Santos cunha e Amadeu Mota
- Aparelhagem: Ernesto Salgado
- Vestuário: Boutique: Maria Teresa
- Caracterização: Manuel Fernades
- Anotador : António Damião
- Montagem: António de Macedo
- Assistente de montagem: António Damião

## Prémios
- Prémio da Casa da Imprensa para o Melhor Actor (Sinde Filipe) - 1968